# Спиридонова, Лидия Алексеевна
Ли́дия Алексе́евна Спиридо́нова (Евстигне́ева; 25 марта 1934 — 11 января 2022) — советский и российский литературный критик, литературовед. Доктор филологических наук, профессор.

## Биография
В 1956 году окончила с отличием филологический факультет МГУ имени М. В. Ломоносова.
В 1960—1963 годах — аспирант ИМЛИ. С 1964 работала в ИМЛИ, с 1995 — заведующая отделом изучения и издания творчества Горького.
В 1964 году защитила диссертацию на соискание учёной степени кандидата филологических наук по теме «Развитие русской сатиры в 1907—1917 гг. и поэты „Сатирикона“».
В 1979 году защитила диссертацию на соискание учёной степени доктора филологических наук по теме «Русская сатирическая литература начала XX века: (Проблемы типологии)».
Член Союза писателей России. Входила в состав редколлегии издания «Литературное наследство».
Умерла 11 января 2022 года. Прощание и отпевание прошло 14 января в храме иконы Божией Матери «Знамение» в Кунцеве. Похоронена на Кунцевском кладбище рядом с мужем (уч. 10).

## Награды
- Медаль «В память 850-летия Москвы»
- Медаль «Ветеран труда» (1987)
- Лауреат премии города Нижнего Новгорода (2006)[7].

## Научные труды
- Спиридонова Л. А. Русская сатирическая литература начала XX века / АН СССР, Ин-т мировой литературы им. А. М. Горького. — М.: Наука, 1977. — 303 с.
- Спиридонова Л. А. М. Горький: диалог с историей / Рос. АН, Ин-т мировой лит. им. А. М. Горького. — М. : Специализир. изд.-торг. предприятие «Наследие»: Наука, 1994. — 319 с. ISBN 5-201-13198-0
- Спиридонова Л. А. Бессмертие смеха: Комическое в лит. рус. зарубежья / Рос. акад. наук. Ин-т мировой лит. им. А. М. Горького. — М.: Наследие, 1999. — 335 с. ISBN 5-201-13357-6
- Спиридонова Л. А. М. Горький: новый взгляд / Рос. акад. наук, Ин-т мировой лит. им. А. М. Горького. — М.: ИМЛИ, 2004. — 263 c. ISBN 5-9208-0178-6 : 800
- Спиридонова Л. А. М. Горький в жизни и творчестве: учебное пособие для школ, гимназий, лицеев и колледжей. — 3-е изд. — М.: Русское слово, 2012. — 111 с. (Серия «В помощь школе»).; ISBN 978-5-9932-0891-6
- Спиридонова Л. А. Настоящий Горький: мифы и реальность / Российская акад. наук, Ин-т мировой лит. им. А. М. Горького. — М.: ИМЛИ РАН, 2013. — 439 с. ISBN 978-5-9208-0401-3
- Спиридонова Л. А. Художественный мир И. С. Шмелёва: монография / Российская акад. наук, Ин-т мировой литературы им. А. М. Горькова. — М.: ИМЛИ РАН, 2014. — 237 с. ISBN 978-5-9208-0453-2
- Аверченко А. Т., Надежда Тэффи, Саша Чёрный. Юмористические рассказы / сост., предисл. Спиридонова Л.; худож. М. Гуменюк. — М.: Детская литература, 2015. — 490 с. (Школьная библиотека). ISBN 978-5-08-005459-4 : 5000 экз.
- Спиридонова Л. А. Максим Горький - мыслитель, художник, человек. — М.: ИМЛИ РАН, 2022. — 429 с. ISBN 978-5-9208-0697-0